# بيلي ستيوارت (مغني)
بيلي ستيوارت (بالإنجليزية: Billy Stewart)‏ هو عازف بيانو ومغني أمريكي، ولد في 24 مارس 1937 في واشنطن العاصمة في الولايات المتحدة، وتوفي في 17 يناير 1970 في كارولاينا الشمالية في الولايات المتحدة بسبب حادث مرور.

## وصلات خارجية
- بيلي ستيوارت على موقع ميوزك برينز (الإنجليزية)
- بيلي ستيوارت على موقع أول ميوزيك (الإنجليزية)
- بيلي ستيوارت على موقع ديسكوغز (الإنجليزية)